# Celestina Faron
Celestina Faron, al secolo Katarzyna Stanisława Faron (Zabrze, 24 aprile 1913 – Oświęcim, 9 aprile 1944), è stata una religiosa polacca, venerata come beata dalla Chiesa cattolica.

## Biografia
Kataryna Faron nacque a Zabrze nel 1913 e all'età di cinque anni rimase orfana di madre e fu affidata dal padre a dei parenti a Kamienica. Nel 1930 si unì alle piccole ancelle dell'Immacolata Concezione e pronunciò i voti perpetui il 15 settembre 1938, assumendo il nome di Celestina (Celestyna).
Il 19 febbraio 1942 fu arrestata dalla Gestapo per sospette attività anti-naziste e per presunti contatti con l'Armia Krajowa. Il 6 gennaio dell'anno seguente fu deportata al campo di concentramento di Auschwitz, dove vienne nota con il numero  27989. Nel campo contrasse il tifo esantematico, che le causò diverse emorragie. Morì di stenti il giorno di Pasqua del 1944.
Secondo i testimoni offrì le proprie sofferenze per la conversione e il ritorno al cattolicesimo di Władysław Faron, che nel 1933 aveva fondato la Chiesa vetero-cattolica polacca. Władysław Faron sarebbe tornato in seno alla Chiesa cattolica nel 1948.

## Culto
Fu beatificata da Giovanni Paolo II il 13 giugno 1999 insieme ad altri 107 martiri polacchi.
La sua ricorrenza si celebra il 9 aprile, anniversario della sua morte.